# Johann Konrad Vogel
Johann Konrad Vogel (* 9. August 1796 in Weihenzell in Mittelfranken, Bayern; † 6. Oktober 1883 in Linz) war ein in Bayern geborener österreichischer Zuckerbäcker und Linzer Armenvater.
Er begann im Jahr 1822 bei Katherina Kreß, einer Linzer Zuckerbäckerswitwe, zu arbeiten. Ein Jahr darauf, 1823, heirateten die beiden und Vogel übernahm den Betrieb. 
Durch ihn wurde die Linzer Torte weltberühmt, da er sie in seinem Geschäft einführte und es ihm gelang, sie zu einem bekannten und beliebten Linzer Andenken zu machen.
Da er sich große Verdienste in der Armenpflege und -verwaltung erwarb, wurde er anno 1826 seitens des Magistrates Linz zum Armenvater gewählt. In dieser Funktion war er 50 Jahre lang tätig. Er gründete einen Verein zur Versorgung alter Bürger und Bürgerswitwen sowie einen Verein zur Linzer Dienstboten-Unterstützung.
Im Jahr 1834 wurde er zum Kirchenvorsteher der evangelischen Gemeinde in Linz ernannt und brachte sich für den Bau einer evangelischen Kirche und eines Schulhauses ein, die 1842–1844 nach Plänen von Johann Rueff erbaute Martin-Luther-Kirche.
1842 erwarb Johann Konrad Vogel das später so genannte Konrad-Vogel-Haus im Altstadtviertel.
Nach dem Linzer Ehrenbürger und Presbyter der evangelischen Kirchengemeinde wurde 1876 die Johann-Konrad-Vogel-Straße in Linz benannt. Diese ist eine Verbindung zwischen Landstraße und Dametzstraße/Hessenplatz (zur damaligen Zeit wurden Straßen und Plätze auch nach noch lebenden Personen benannt).